# Atletica leggera ai Giochi della XIX Olimpiade - 400 metri ostacoli

Video della Finale (film ufficiale dei Giochi)

Video della Finale (commento originale in inglese)

I 400 metri ostacoli hanno fatto parte del programma maschile di atletica leggera ai Giochi della XIX Olimpiade. La competizione si è svolta nei giorni 13-15 ottobre 1968 allo Stadio Olimpico Universitario di Città del Messico.

## L'eccellenza mondiale
| Campione olimpico 1964   | 49"6      | Rex Cawley        | Rit. 1965 |
| Campione europeo 1966    | 49"8      | Roberto Frinolli  | Presente  |
| Primatista mondiale      | 48"8 1968 | Geoff Vanderstock | Presente  |
| Vincitore dei Trials USA | 48"8      | Geoff Vanderstock | Presente  |

## La gara
In batteria il tedesco occidentale Hennige batte il primato europeo con 49"1.

In semifinale Hennige ripete il suo record. L'altra semifinale è vinta da Roberto Frinolli con 49"2 (nuovo record italiano, che rimarrà imbattuto per 23 anni fino al 1991).

La finale si corre su ritmi altissimi. Il britannico David Hemery passa ai 200 in uno sbalorditivo 23"3 e chiude in un fantastico 48"1: è nuovo record del mondo. Hennige si migliora ancora di un decimo e giunge secondo precedendo di un nonnulla l'altro britannico John Sherwood e il precedente primatista mondiale, lo statunitense Geoff Vanderstock. Per la prima volta gli statunitensi restano fuori dal podio olimpico in questa specialità. Frinolli, che aveva voluto correre alla pari del britannico e all'inizio del rettilineo finale era ancora in lotta per uno dei tre posti del podio, non tiene il ritmo e finisce le energie, arrivando ultimo.

## Risultati

### Turni eliminatori
| 4 Batterie   | 13 ottobre | 30 iscritti   | Si qualificano i primi 4. |
| 2 Semifinali | 14 ottobre | 8 + 8         | Si qualificano i primi 4. |
| Finale       | 15 ottobre | 8 concorrenti |                           |

### Batterie
| Pos. | Atleta                  | Nazione          | Tempo ufficiale | Tempo elettrico | Nota |
| ---- | ----------------------- | ---------------- | --------------- | --------------- | ---- |
| 1    | Gerhard Hennige         | Germania Ovest   | 49"5            | 49"57           | Q    |
| 2    | Geoff Vanderstock       | Stati Uniti      | 50"6            | 50"62           | Q    |
| 3    | V'iacheslav Skomorokhov | Unione Sovietica | 50"7            | 50"72           | Q    |
| 4    | Víctor Maldonado        | Venezuela        | 51"4            | 51"46           | Q    |
| 5    | Kiyoo Yui               | Giappone         | 51"5            | 51"56           |      |
| 6    | Robert McLaren          | Canada           | 51"8            | 51"84           |      |
| 7    | Miguel Olivera          | Cuba             | 51"9            | 51"98           |      |
| 8    | Mohamed Asswai Khalifa  | Libia            | 54"3            | 54"34           |      |

| Pos. | Atleta             | Nazione       | Tempo ufficiale | Tempo elettrico | Nota |
| ---- | ------------------ | ------------- | --------------- | --------------- | ---- |
| 1    | Juan Carlos Dyrzka | Argentina     | 49"8            | 49"82           | Q    |
| 2    | Roger Johnson      | Nuova Zelanda | 51"3            | 51"39           | Q    |
| 3    | John Cooper        | Gran Bretagna | 51"4            | 51"43           | Q    |
| 4    | Mamadou Sarr       | Senegal       | 51"5            | 51"58           | Q    |
| 5    | Wes Brooker        | Canada        | 51"5            | 51"68           |      |
| 6    | William Quaye      | Ghana         | 51"6            | 51"54           |      |

| Pos. | Atleta                | Nazione        | Tempo ufficiale | Tempo elettrico | Nota            |
| ---- | --------------------- | -------------- | --------------- | --------------- | --------------- |
| 1    | Ron Whitney           | Stati Uniti    | 49"0            | 49"06           | Record olimpico |
| 2    | Rainer Schubert       | Germania Ovest | 49"1            | 49"15           | Q               |
| 3    | Gary Knoke            | Australia      | 49"8            | 49"88           | Q               |
| 4    | John Sherwood         | Gran Bretagna  | 50"2            | 50"31           | Q               |
| 5    | Wilhelm Weistand      | Polonia        | 50"7            | 50"71           |                 |
| 6    | Wilfried Geeroms      | Belgio         | 51"2            | 51"27           |                 |
| 7    | Juan Santiago Gordón  | Cile           | 52"4            | 52"43           |                 |
| 8    | Zambrose Abdul Rahman | Malaysia       | 53"2            | 53"23           |                 |

| Pos. | Atleta                  | Nazione       | Tempo ufficiale | Tempo elettrico | Nota |
| ---- | ----------------------- | ------------- | --------------- | --------------- | ---- |
| 1    | Roberto Frinolli        | Italia        | 49"9            | 49"95           | Q    |
| 2    | David Hemery            | Gran Bretagna | 50"3            | 50"33           | Q    |
| 3    | Robert Poirier (atleta) | Francia       | 50"5            | 50"51           | Q    |
| 4    | Jaakko Tuominen         | Finlandia     | 50"6            | 50"63           | Q    |
| 5    | Kimaru Songok           | Kenya         | 50"6            | 50"66           |      |
| 6    | Alejandro Sánchez       | Messico       | 51"6            | 51"62           |      |
| 7    | Juan García             | Cuba          | 51"8            | 51"87           |      |
| 8    | Georgios Birmbilis      | Grecia        | 52"6            | 52"62           |      |

### Semifinali
| Pos. | Atleta             | Nazione        | Tempo ufficiale | Tempo elettrico | Nota |
| ---- | ------------------ | -------------- | --------------- | --------------- | ---- |
| 1    | Roberto Frinolli   | Italia         | 49"2            | 49"14           | Q    |
| 2    | Geoff Vanderstock  | Stati Uniti    | 49"2            | 49"22           | Q    |
| 3    | John Sherwood      | Gran Bretagna  | 49"3            | 49"37           | Q    |
| 4    | Rainer Schubert    | Germania Ovest | 49"3            | 49"38           | Q    |
| 5    | Juan Carlos Dyrzka | Argentina      | 49"8            | 49"86           |      |
| 6    | Jaakko Tuominen    | Finlandia      | 50"8            | 50"82           |      |
| 7    | John Cooper        | Gran Bretagna  | 50"8            | 50"82           |      |
| 8    | Víctor Maldonado   | Venezuela      | 52"2            | 52"29           |      |

| Pos. | Atleta                  | Nazione          | Tempo ufficiale | Tempo elettrico | Nota |
| ---- | ----------------------- | ---------------- | --------------- | --------------- | ---- |
| 1    | Gerhard Hennige         | Germania Ovest   | 49"1            | 49"16           | Q    |
| 2    | Ron Whitney             | Stati Uniti      | 49"2            | 49"29           | Q    |
| 3    | David Hemery            | Gran Bretagna    | 49"3            | 49"37           | Q    |
| 4    | V'iacheslav Skomorokhov | Unione Sovietica | 49"6            | 49"61           | Q    |
| 5    | Gary Knoke              | Australia        | 49"6            | 49"61           |      |
| 6    | Robert Poirier (atleta) | Francia          | 51"2            | 51"23           |      |
| 7    | Roger Johnson           | Nuova Zelanda    | 51"8            | 51"87           |      |
| 8    | Mamadou Sarr            | Senegal          | 52"1            | 52"20           |      |

### Finale
| Pos.    | Corsia | Atleta                  | Età | Nazione          | Tempo ufficiale | Tempo elettrico | Nota                              |
| ------- | ------ | ----------------------- | --- | ---------------- | --------------- | --------------- | --------------------------------- |
| Oro     | 6      | David Hemery            | 24  | Gran Bretagna    | 48"1            | 48"12           | Record mondiale · Record olimpico |
| Argento | 2      | Gerhard Hennige         | 28  | Germania Ovest   | 49"0            | 49"02           |                                   |
| Bronzo  | 8      | John Sherwood           | 23  | Gran Bretagna    | 49"0            | 49"03           |                                   |
| 4       | 3      | Geoff Vanderstock       | 22  | Stati Uniti      | 49"0            | 49"07           |                                   |
| 5       | 5      | V'iacheslav Skomorokhov | 28  | Unione Sovietica | 49"1            | 49"12           |                                   |
| 6       | 7      | Ron Whitney             | 26  | Stati Uniti      | 49"2            | 49"27           |                                   |
| 7       | 1      | Rainer Schubert         | 27  | Germania Ovest   | 49"2            | 49"30           |                                   |
| 8       | 4      | Roberto Frinolli        | 27  | Italia           | 50"1            | 50"13           |                                   |